# Le Rendez-vous galant de Carl
 (juin 2023).
Si vous disposez d'ouvrages ou d'articles de référence ou si vous connaissez des sites web de qualité traitant du thème abordé ici, merci de compléter l'article en donnant les références utiles à sa vérifiabilité et en les liant à la section « Notes et références ».
Série
George et A.J. : Doug (2009)
Pour plus de détails, voir Fiche technique et Distribution.
Le Rendez-vous galant de Carl, est un court métrage d'animation, produit par Pixar Animation Studios. Réalisé par Bob Peterson il sort le 16 juin 2023 en première partie de Élémentaire. Il fait intervenir les personnages de Carl et de Doug du film Là-haut. Le court-métrage est diffusé avant Elementaire.

## Fiche technique
- Titre original : Carl's Date
- Réalisation : Bob Peterson
- Scénario : Bob Peterson et Pete Docter
- Producteur : Kim Collins
  - Producteur exécutif : Pete Docter, Mark Nielsen et Kathleen Shugrue
- Production : Pixar Animation Studios
- Photographie : Ryan Michero et Arjun Rihan
- Animateur : Alon Winterstein
- Musique : Andrea Datzman
- Pays d'origine :  États-Unis
- Langue originale : anglais
- Durée : 10 minutes
- Dates de sortie :
  - France :
    - 16 juin 2023 (Annecy)
    - 21 juin 2023 (en salles)

  - États-Unis : 16 juin 2023

## Distribution

### Voix originales
- Edward Asner : Carl Fredricksen
- Bob Peterson : Doug et Alpha

### Voix françaises
- Christian de Smet : Carl
- Guillaume Lebon : Doug
- Xavier Fagnon : Alpha